# Руси (молодіжний рух у Норвегії)
Ця стаття про "Русів", скандинавську культурну традицію. Про інші значення цього слова див. Руси (значення).

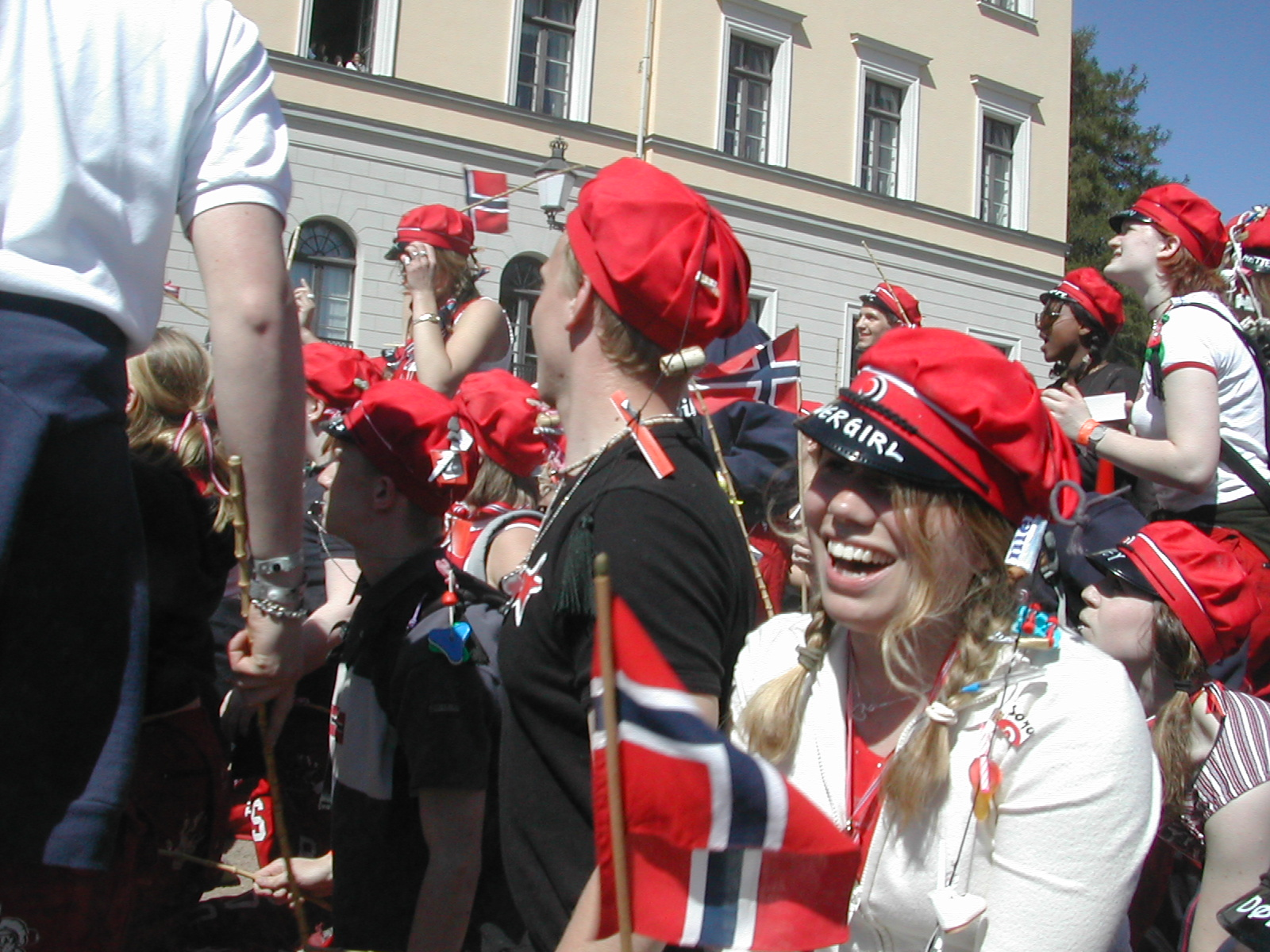
Руси проходять по Королівському замку в Осло, Норвегія

Руси — традиція та культурне явище у Норвегії. Студентів, які закінчили повний курс середньої школи, називають русами. Святкування русів влаштовується щорічно та триває протягом кількох тижнів на початку травня. У Швеції подібне свято називають студент. У Фінляндії студенти подібним чином святкують початок випускного тестування. У Данії також є подібне до норвезького студентське свято, але воно присвячується закінченню вищого навчального закладу, а русами називають студентів коледжів першого року навчання.
Усі, хто святкує студентське свято, одягають ковпаки різних кольорів та їздять на відкритих платформах. Існує багато варіацій свята русів, проте святковий настрій відчувається по всій країні. Це свято — символ «визволення з батьківських пут», воно звертає увагу суспільства на необхідність захисту та забезпечення добробуту підростаючого покоління. Це — церемонія ходи, що символізує перехід від дитинства до дорослого життя, а також відзначає закінчення школи. Дух свята русів лауреат Нобелівської премії у галузі літератури Б’єрнстьєрне Б’єрнсон намагався відобразити у поемі «Jeg velger meg April».

## Етимологія
Слово russ походить від латинського cornua depositurus 'bound to put aside one's horns', у сенсі збиратися засіяти щось диким вівсом . У норвезькій мові додаткове s додано відповідно до норвезьких норм правопису (подвоєння приголосних після коротких голосних, навіть на кінці слова) з метою уникнути конфузії зі співзвучним словом rus (з довгою голосною), що означає «сп’яніння». Данською обидва слова пишуться однаково.

## Історія
Ця традиція бере початок у 1700 роках, у часи коли у Норвегії не було університетів, проте, норвежці виїздили навчатись до Копенгагенського університету. Щоби вступити до університету, студенти повинні були пройти Examen Artium. Після закінчення екзаменів, старшокурсники насміхаючись прикладали до лобів абітурієнтів ріжки. Коли оприлюднювали результати екзаменів, студенти брали участь у церемонії Examen Depositiones (дослівно — «зняття з екзаменів», за аналогією зі зняттям з хреста) та «призову»: якщо вони здавали тести, їх ріжки повинні були зняти на знак мудрості та «покорення дикої тварини у собі». Від цього часу молода людина мала право називатись студентом. 
Сучасна норвезька традиція русів почалась у 1905, коли запровадили червоні ковпаки русів. Ці ковпаки спочатку носили тільки хлопці, які взяли приклад з німецьких студентів, які у 1904 носили червоні ковпаки, коли приїздили до Норвегії. У 1916, синіми ковпаками відрізнялись студенти вищої школи Oslo Handelsgymnasium, що спеціалізувалась на економіці.
Традиція відзначати вступ до університету сьогодні продовжується у Данії, проте колишні ритуали чи церемонії більше не практикуються. Студенти датських коледжів під час першого тижня навчання святкують свято русів (rusuge), яке останнім часом здебільшого складається з кількох вечірок, де студенти можуть познайомитись один з одним.
У Норвегії ця традиція збереглась протягом століття - відзначати закінчення 13-річного курсу навчання у середній школі. Свято русів (russefeiring) у Норвегії, яке може тривати кілька тижнів, є сьогодні набагато важливішою подією, ніж rusuge для нових стуентів у Данії.
Однак, це не означає, що молоді датчани не святкують закінчення середньої освіти. У Данії — як і у Швеції — після закінчення студентських екзаменів ("studentereksamen" — датський аналог американського "high school degree"), традиційно на відзнаку закінчення школи їздять або на вантажівках, або на конях чи картингах, святкують також і члени сімей випускників. Ці святкування також тривають кілька днів або тижнів.

## Сьогодні у Норвегії
Святкування офіційно починається десь між 21 квітня та 1 травня, а триває до 17 травня, Дня норвезької конституції. У цей день відбувається спільне свято з парадами - окремо проводиться парад русів. Однак, випускні екзамени призначаються після 17 травня. Ті, хто не здали екзаменів, можуть знову стати русами наступного року. (Раніше екзамени призначали до 17 травня, але потім були перенесені з метою обмежити тривале свято русів.)

### Типи
Існує кілька різновидів русів; вони відрізняються кольором їх ковпаків та традиційним одягом (який більшість студентів носить протягом всього періоду свята русів).
- Червоні (rødruss)

Allmennfag (загальні науки) (математика, фізика, біологія, історія, література, англійська мова і т.п.); засоби масової інформації та комунікації, мистецтво, музика, танці та театр; а також фізичне виховання. Це найзагальніший колір.
- Сині (blåruss)

Allmennfag (економісти)
- Чорні (svartruss)

Професійні курси (як електроніка чи теслярство). Оскільки норвезьке професійне навчання складається з 2 років шкільного навчання та 1 або 2 років практики, чорні русм можуть відзначати свято на рік раніше від інших або святкувати кілька років. Деякі червоні руси обирають чорний щоб виділитись.
- Зелені (grønnruss)

Сільськогосподарські курси, також цей колір використовують як альтернативний помаранчевим русам
- Білі (hvitruss)

У деяких регіонах білими русами можуть бути студенти факультетів фізичного виховання чи медики. У інших регіонах, стримані християни можуть використовувати цей колір, проте, у більшості регіонів вони одягаються у ті ж кольори, що й їх однокурсники. Християнські руси можуть формувати свої групи щоб відпочивати разом без звичного для інших пияцтва, сексу та наркотиків.
- Змішані

У останній рік перебування у дитячому садочку діти називають себе "рожеві руси" (rosaruss), або дівчатка стають рожевими русами, а хлопчики - блакитними русами. У деяких місцевостях діти останнього року навчання у середній школі (ungdomsskolen) стають "помаранчевими русами" (oransjeruss). Однак, жоден з них не має будь-якого реального відношення до святкування русів. Такі святкування не стали загальнопоширеними.
Руси одагають форму у відповідних їм кольорах. Практикують додавати китиці на кінцях ковпаків, вузли, часто разом з іншими предметами, одержаними у нагороду за виконання завдань, перелічених у списку руських трофеїв. Такий ковпак часто одягають перед «посвяченям у руси», що проходить зазвичай у першотравневу ніч.

### Трофеї
Список руських трофеїв вперше з’явився у 1940-і. Вузли русів, схожі на значки, є також загальною назвою для розмаїття трофеїв, що символізують виконання конкретних завдань під час святкування. Існує безліч місцевих «вузлових правил» для заробляння вузлів, а також місцевих варіацій для одного й того ж вузла. Власне вузол часто складається з предметом, що уособлює виконане завдання. Наприклад, за проїзд на задньому сидінні автомобіля, що зупинився на червоне світло, заробляють шматок обгортки від цукерок Menthos (навіяне популярним телевізійним рекламним роликом). Ці вузли потім зав'язуються на кінцівках ріжків ковпака руса, звідси й пішла назва «вузол». 
«Вузлові правила» іноді критикують, тому що вони можуть втягнути в протизаконні дії, такі як публічне оголення чи сексуальні стосунки на людях, відкритого нападу та можливого самокаліцтва, наприклад, значне споживання алкоголю за короткий проміжок часу (заробляється пивна кришечка або винний корок). Існують також інші, добріші завдання, наприклад, виставлення на продаж підпису на поліцейській машині, цілунок особи тієї ж статі (рожева пір'їна), або проведення ночі у будинку вчителя і приготування йому/їй сніданку вранці, при цьому вузли не заробляються. Взагалі, є близько 101 різних завдань, виконанням яких можна заробити вузли, що значно різняться у різних районах та навчальних закладах. 
Ось кілька прикладів трофеїв, що «заробляють» руси.
- Займатись сексом на відкритому повітрі чи у лісі (заробляється ялинова шишка чи палиця)
- Having sex with an underclassmen (earns a pacifier)
- Провести ніч на дереві (заробляється палиця від дерева)
- З'їсти Біг Мак за чотири укуси (заробляється шматок коробки від нього)
- Купити презервативи або тампони з використанням лише жестової мови (заробляється частина від купленого)
- Випити пляшку вина за 20 хвилин (заробляється винний корок)
- Проповзти по супермаркету, гавкаючи на покупців та кусаючи їх ноги (заробляється собаче печиво)
- Провести шкільний день повзаючи на руках та колінах (заробляється іграшкова пантофля)
- Провести все свято русів тверезим (заробляється корок від газованого напою)

### Фургони (Russebiler) та автобуси (Russebusser)
Колись руси часто подорожували на відкритій вантажівці або просто у кузові, або у власноруч зробленій халабуді, розташованій у кузові. Сьогодні зазвичай кілька друзів об'єднують свої кошти, щоб купити машину руса (здебільшого у маленьких містечках та у густонаселених місцевостях) або автобус (у більших містах та їх передмістях), розмальовані у відповідний колір русів. Звичайно, щоб розмалювати свій транспорт, руси беруть фарбу для деревини, проте, деякі професійно розмальовують спреями та додають вінілові маркери.

Дешевий транспорт, який скуповують руси, має жахливий технічний стан. Недосвідчені та сп'янілі водії, а також у деяких випадках навіть легкозаймистий самогон, приводять до фатальних аварій та пожеж у їх транспорті. Норвезька поліція проводить спеціальні операції, щоб запобігти цьому. Ті руси, які купують автобус, звичайно наймають професійного водія на час святкувань, тоді як водієм автофургону може бути старший родич, друг або рус який вирішив утриматись від вживання алкоголю.
Всередині транспорту русів за новітньою традицією розташовують дорогу стереосистему, іноді її розміщують на даху автобуса (найбільші системи можуть мати сорок динаміків з потужністю понад шістдесят тисяч ватт та бути серед найкращих звукових систем у світі). Деякі автобуси мають понад 60 динаміків. Інші аксесуари - светри, ліхтарики, мотузки для ключів, чашки та навіть пісня - також відрізняють один автобус (а, вірніше, його пасажирів) від інших. Також звичайно мати якусь особливу тему для інтер'єра та ім'я або концепцію. Багато автобусів мають дорогі тематичні інтер'єри, іноді бар, багато пласких екранів. Світлову систему для вечірок також можна знайти у деяких автобусах.
Ці автобуси спричиняють значні фінансові витрати, у цінах 2007 року - до $30,000 на особу. Однак, у середньому витрачають від $2000 до 6000 на учасника. Включаючи спонсорів, бюджет автобуса може сягати понад 2,000,000 норвезьких крон або приблизно $400,000 чи навіть більше.
Багато русів витрачають значні кошти під час святкувань русів, головним чином, на фургон чи автобус, а також на одяг, вечірки (існують спеціальні домовленості для русів по всій країні) та алкоголь. Проте, більшість намагається придбати дешевий фургон вскладчину з друзями. Часто фургон, який використовувався русами, продається наступному поколінню русів і таким чином економлять кошти та мають можливість повернути витрачені на нього. Багато русів з дешевими фургонами зневажають русів з розкішними автобусами. Більшість русів вважає, що свято русів повинно бути тільки веселим та розцінюють фургон русів лише як символ та спосіб дістатись повсюди. 
Фургон русів віднімає найбільше часу та роботи під час приготувань до свята. Перш за все, обирають тему для автобуса, яку треба відобразити як у назві автобуса, так і у його інтер'єрі, а також іноді й у зовнішньому його оформленні. Потім більшість русів шукає спонсорів, чиї імена пишуть на фургоні, звісно, у кольорі русів, у якому виконано інтер'єр та інші елементи декору. Інтер'єр часом потребує багато роботи також, включаючи перебудову чи реконструкцію (з витратами або без них) - усе інше у приготуваннях дуже просто.
Навіть руси були шоковані під час свята у 2004 році, коли всі дівчата з одного автобуса вирішили знятись у порнофільмі, щоб сплатити деякі витрати на автобус. Було незрозуміло, чи дівчата мали намір бути статистами у фільмі, чи двоє з них збирались взяти участь й у статевих актах. Після того, як про цю угоду стало відомо, одні дівчата вийшли з договору, проте, порнографіст вимагав від інших виконання угоди.

### Картки (Russekort)

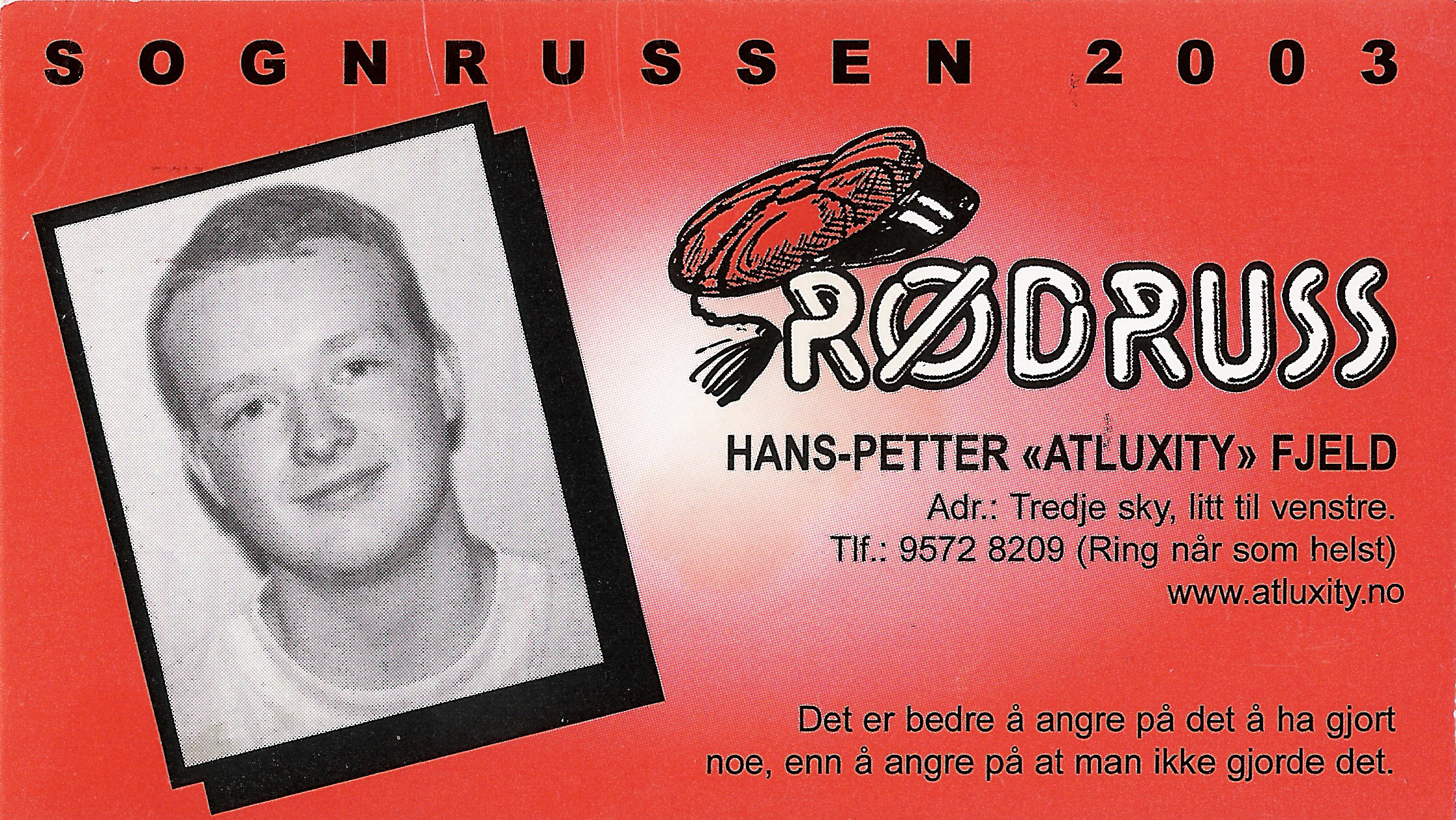
Картка руса зразка 2003 року

Більшість русів маює персоналізовану картку, на якій розміщується ім'я, фотокартка та коротке гасло. Цими картками обмінюються з іншими русами та зберігають як згадку про дитинство чи сімейну реліквію; для багатьох дітей, хто колекціонує картки русів, основний час для поповнення колекцій - це травень, а кульмінація - 17 травня.

### Газети (Russeavis)
Щоб фінансувати деякі адміністративні витрати та/чи інші справи, багато інститутів випускають газети русів з новинами, кількома словами від президента русів, офіційними основними правилами того чи іншого інституту тощо. Найважливішим у газетах русів є, однак, розділ, де представлено кожну групу та кожного студента з фото та біографією, звичайно написаною одним або кількома друзями, зазвичай з гумором та сатирою. Група може також написати подібне про свого куратора, а той, в свою чергу, пише про свою групу.
Газета русів пишеться та видається адміністративним центром русів (Russens Hovedstyre).

### НЕ ТРУ Руси
Тоді як традиція русів є ексклюзивною для студентів-випускників, у останні роки виникла проблема, коли видавати себе за руса стали не студенти, a також студенти, які не мають на це права, проте, хотіли б взяти участь у святкуванні. Це свідчить про популярність свята, коли деякі руси намагаються святкувати кілька років поспіль.
Щоб потрапити на найбільші свята, які влаштовуються на честь русів (таких як Tryvann або Kongeparken), потрібно мати спеціальну ідентифікаційну картку, яка показує, що ви дійсно є тру рус. (як тру блек)